# CAC (化粧品)
株式会社 CACは、千葉県流山市東初石二丁目に本社を構えている化粧品企業である。

## 会社沿革
- 1979年4月23日 - 会社設立

## 事業内容
- 化粧品及び美容食品の製造、販売

## 事業所所在地
- 本社 千葉県流山市東初石二丁目186番地
- 乙部工場　北海道爾志郡乙部町字館浦506-1
- 函館工場　北海道函館市鈴蘭丘町3-126